# Robert Walshaw

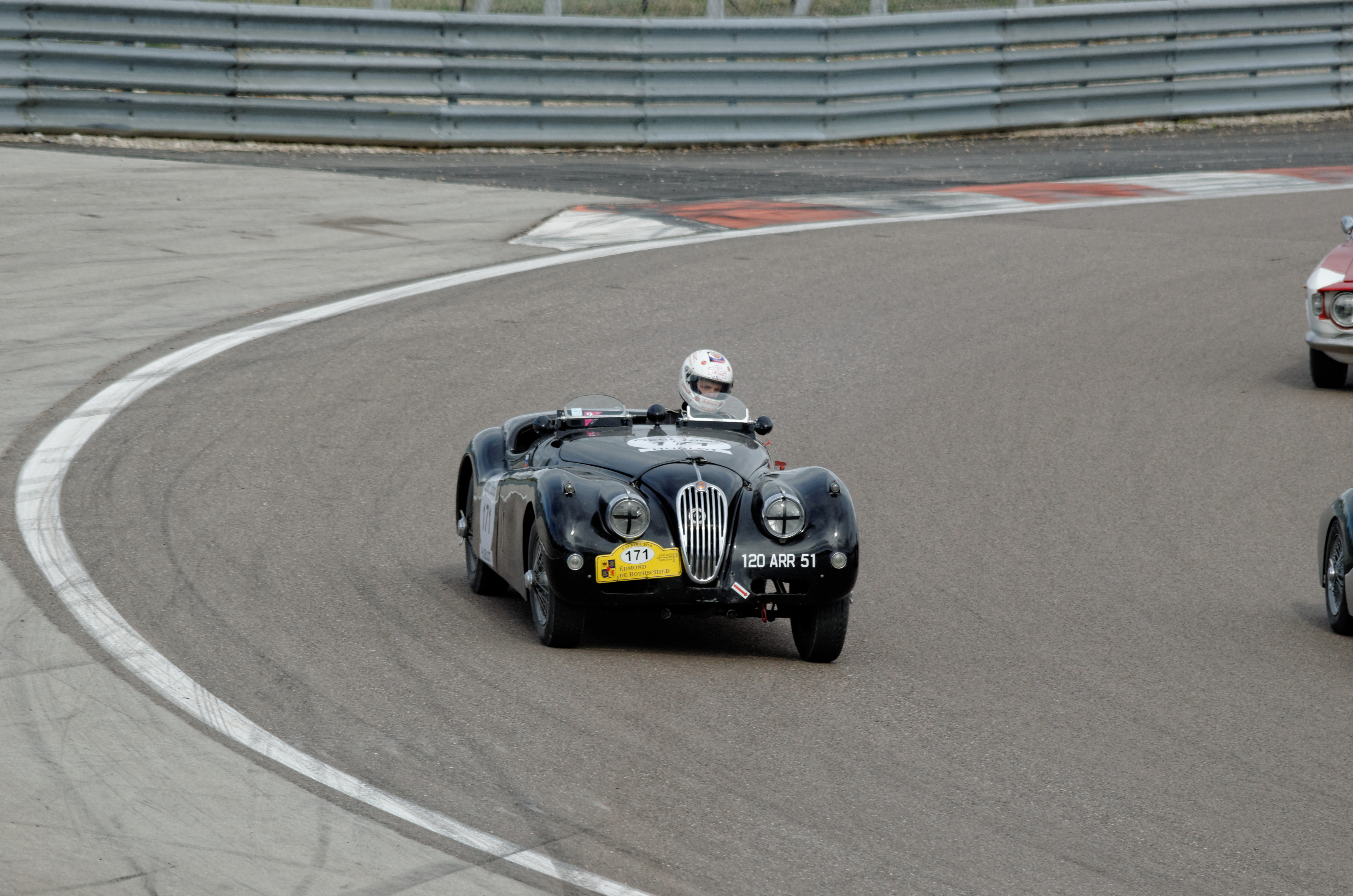
Mit einem Jaguar XK 140 betritt Robert Walshaw 1956 sein erstes 24-Stunden-Rennen von Le Mans

Robert Frankland „Bob“ Walshaw (* 6. Juli 1919 in Scunthorpe; † 24. November 1998 in Market Rasen) war ein britischer Autorennfahrer.

## Karriere als Rennfahrer
Robert Walshaw war während seiner Karriere als Rennfahrer in den 1950er-Jahren zweimal beim 24-Stunden-Rennen von Le Mans am Start. 1956 meldete er einen Jaguar XK 140; Teamkollege war Peter Bolton. Weil das Team nicht regelkonform zu früh neuen Treibstoff nachfüllte, wurde der Wagen nach 209 gefahrenen Runden disqualifiziert. Ein Jahr später fuhr er gemeinsam mit John Dalton einen Lotus 11 und beendete das Rennen als 13. der Gesamtwertung.

## Statistik

### Le-Mans-Ergebnisse
| Jahr | Team           | Fahrzeug      | Teamkollege  | Platzierung     | Ausfallgrund |
| ---- | -------------- | ------------- | ------------ | --------------- | ------------ |
| 1956 | Robert Walshaw | Jaguar XK 140 | Peter Bolton | disqualifiziert |              |
| 1957 | Robert Walshaw | Lotus 11      | John Dalton  | Rang 13         |              |

### Einzelergebnisse in der Sportwagen-Weltmeisterschaft
| Saison | Team           | Rennwagen    | 1   | 2   | 3   | 4   | 5   | 6   | 7   |
| ------ | -------------- | ------------ | --- | --- | --- | --- | --- | --- | --- |
| 1957   | Robert Walshaw | Lotus Eleven | BUA | SEB | MIM | NÜR | LEM | KRI | CAR |
| 1957   | Robert Walshaw | Lotus Eleven |     | 13  |     |     |     |     |     |